# 塞里奥门

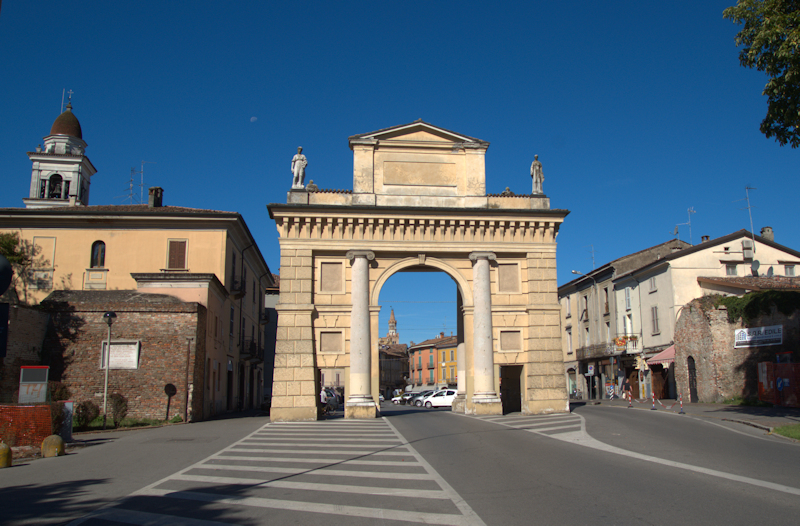

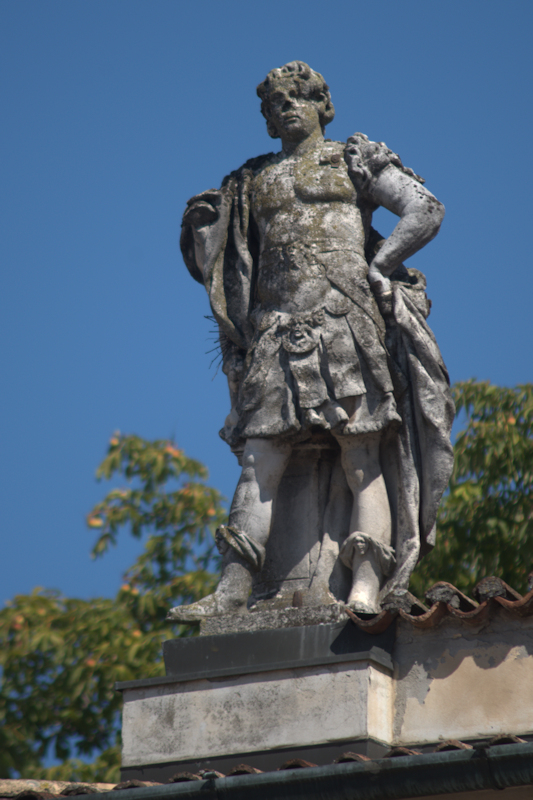
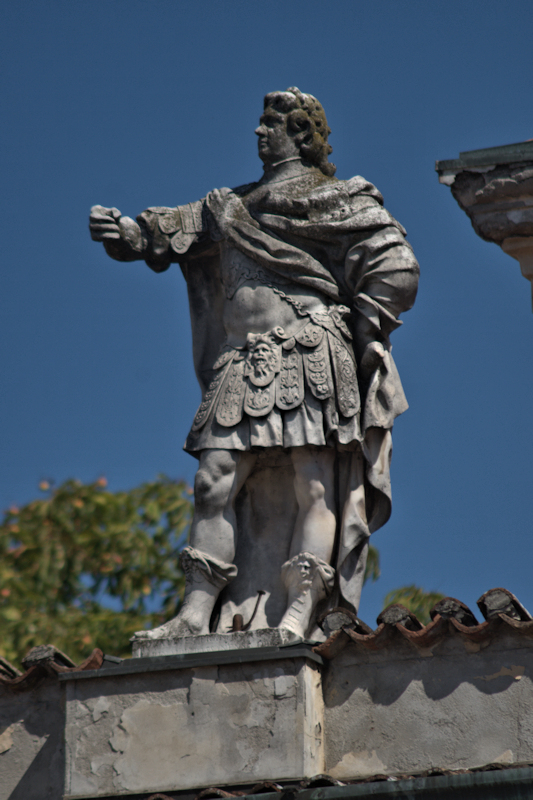
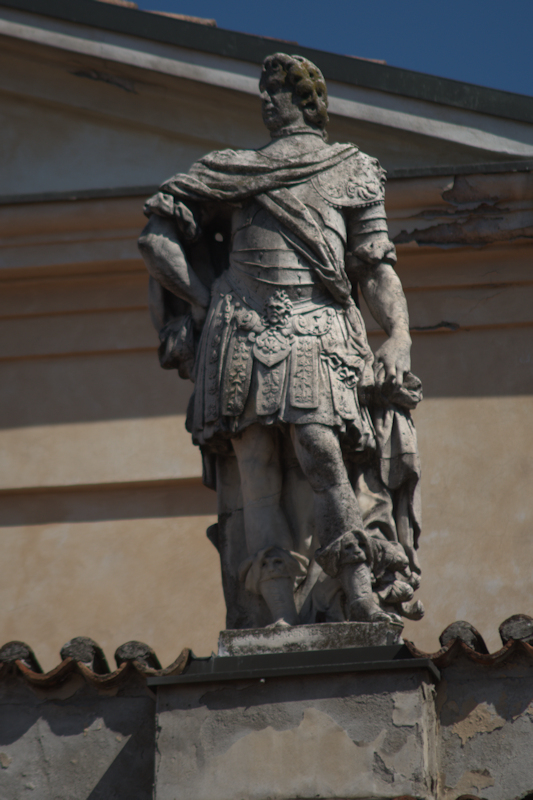
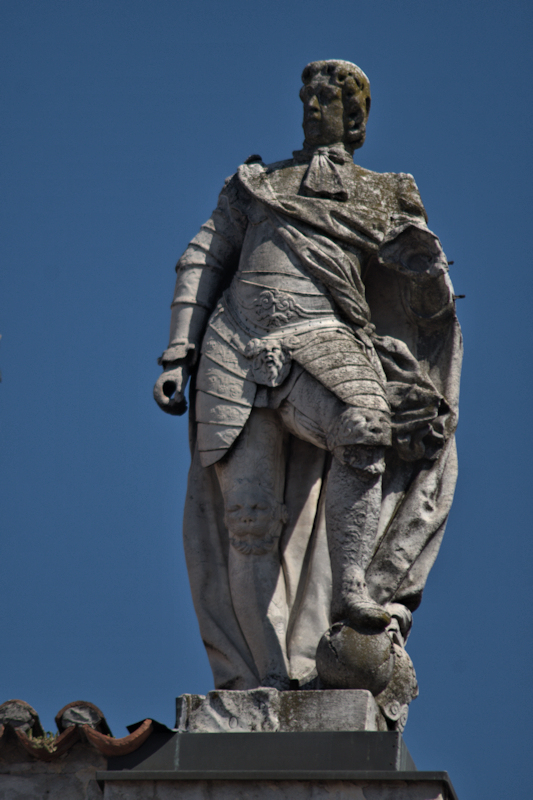

塞里奥门（Porta Serio）是通往意大利克雷马历史中心的一个宏伟的大门，位于朱塞佩·加里波第广场（Piazza Giuseppe Garibaldi）的东侧。
塞里奥门原为威尼斯共和国时期城墙的城门。1803年，奇萨尔皮纳共和国新政府颁布开放城市法令，拆除该市的防御系统。1805-1807年，建筑师福斯蒂诺·罗迪翻新旧城门，新建新古典主义风格的建筑。

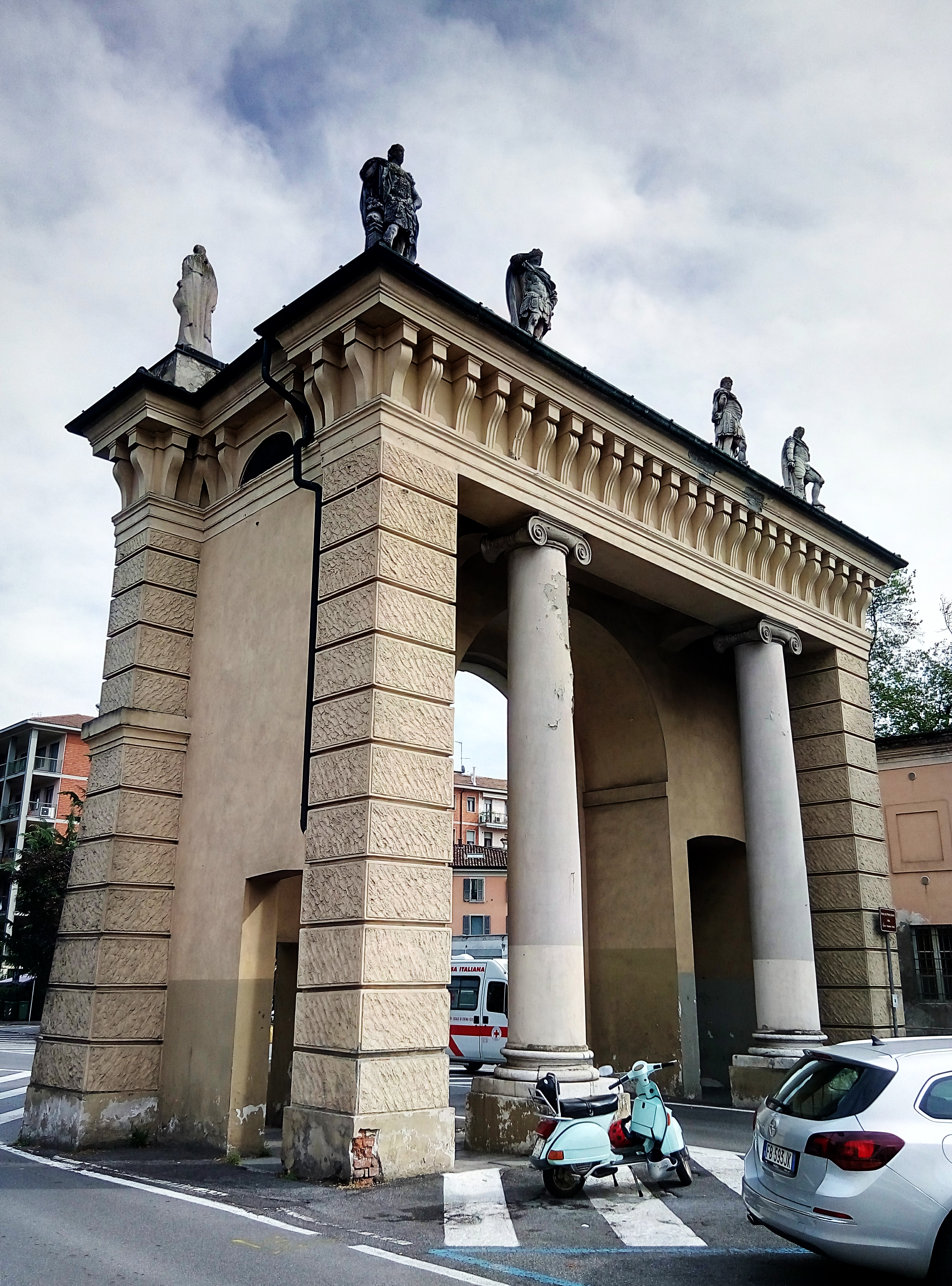

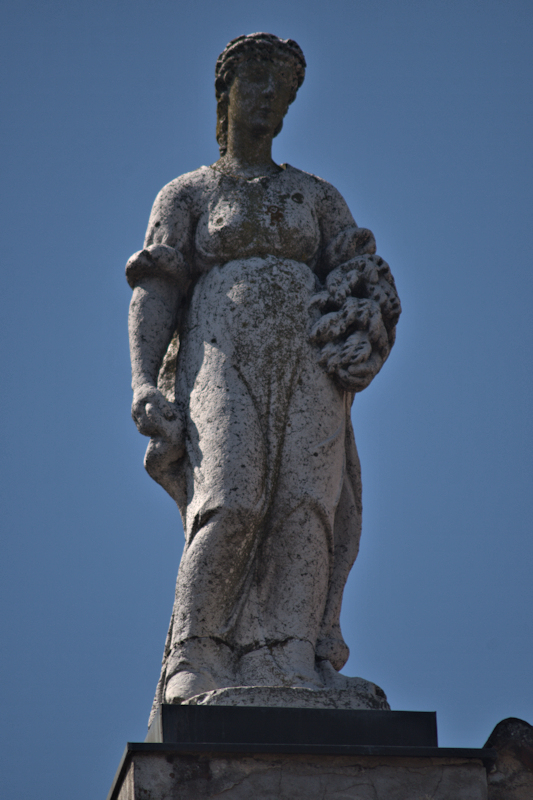
法兰西
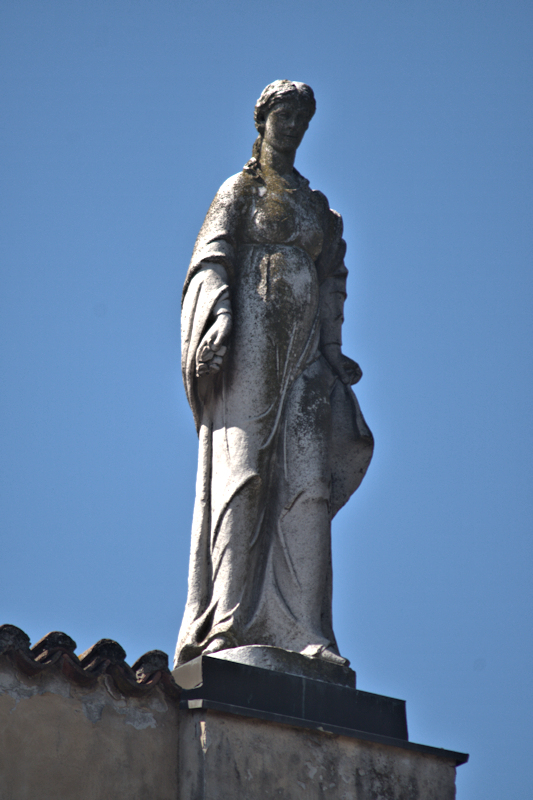
意大利